# MotoGP (клас)
Клас MotoGP, або Королівський клас — формат змагань на мотоциклах у чемпіонаті світу із шосейно-кільцевих мотоперегонів MotoGP. Є найпрестижнішим з усіх трьох класів чемпіонату. Був введений у сезоні 2002 році на заміну класу 500сс, який існував з першого чемпіонату світу 1949 року. В середньому за сезон відбувається 18 етапів, які, за рідкісними виключеннями, проходять разом з змаганнями у класах Moto2 та Moto3.

## Історія
Міжнародна мотоциклетна федерація (FIM) змінювала специфікацію класу декілька разів в своїй історії. На початку нової ери MotoGP в 2002 році були дозволені до використання двотактні двигуни з об'ємом 500 куб.см, або чотиритактні з об'ємом 990 куб.см. Вже у наступному сезоні чотиритактні двигуни витіснили двотактні завдяки кращим експлуатаційним характеристикам. Задля підвищення безпеки гонок, у 2007 році максимальний допустимий об'єм двигуна був зменшений до 800 куб.см без зменшення існуючих обмежень ваги. у класі MotoGP не визначається конкретна конфігурація двигуна, однак кількість циліндрів визначає допустиму мінімальну вагу мотоцикла: більше циліндрів —більша мінімальна вага. Це необхідно тому, що для такого об'єму, двигун з більшою кількістю циліндрів здатний виробляти більше енергії. У 2004 році були введені формати мотоциклів у трьох-, чотирьох-і п'яти-циліндровій конфігураціях. Також був розроблений шестициліндровий двигун, але така схема не знайшла підтримки. В даний час чотири-циліндрові двигуни пропонують найкращий компроміс між вагою, потужністю і витратою палива. З 2009 року всі виробники використовують це рішення в будь-яких V-подібних або лінійних конфігураціях двигуна.
У 2002 році FIM з метою підвищення безпеки внесла зміни у технічний регламент змагань, пов'язані з обмеженням мінімальної ваги, кількості доступного палива і максимальної потужності двигуна. Змінені правила зменшили максимальний об'єм двигуна з 990 до 800 куб.см і обмежили кількість доступного палива на дистанції з 26 літрів 2004 році до 21 літри в 2007 рік.
11 грудня 2009, комісія Grand Prix оголосила, що починаючи з 2012 року у клас MotoGP буде збільшено максимальний об'єм двигуна до 1000 куб.см, максимальна кількість циліндрів становитиме чотири, а максимальний діаметр буде обмежений до 81 мм. Кармело Еспалета, генеральний директор Dorna Sports зазначив, що прогнозовані зміни були прийняті командами-учасницями позитивно.

## Технічні вимоги
Відповідно до FIM Каталогу сезонів з 2016 по 2022 рік передбачені наступні умови:

- Двигун: 4-тактний аспірований мотор з максимум 4 циліндрами, ємністю 1000 cm³ і діаметром циліндрів 81 мм.

На одного пілота передбачено до семи двигунів, які виробляються наступними фірмами: Honda, Yamaha, Ducati, Suzuki, як для власних фірмових команд, та також для команд-сателітів.
Менш конкурентоспроможні фірми-виробники за результатами сезонів 2013-2015 років можуть мати у командах до девяти двигунів на пілота, які протягом сезону не забороняється удосконалювати. Це поперше стосується таких виробників, як KTM та Aprilia.

- Привід: механічна (ручна) КПП з макисимом у 6 швидкостей. Автоматична КПП не дозволяється.
- Бак для пального: ємністю макс. 22 літрів. Дозаправка не дозволяється, ніяких pit stops під час гонки.
- Електроніка: блоки електронного контролю фірми Magneti Marelli.
- Мінімальна вага: 157 кГ (всі рідини у "Нормальному стані").
- Аеродинаміка: за причинами важких погодно-вітрових умов на заявлених трасах, з міркувань безпеки дозволяється видаляти бічні аеродинамічні обтічні спойлери ("Winglets"), але тільки повністю.
- Гальма: гальмові диски з посиленого вуглецевого волокна 320 мм, або 340 мм діаметром, в умовах дощу також дозволяються сталеві диски; ABS не дозволяється.
- Колеса та шини: різноманітні комплекти шин від Michelin, розмір 17"; у календарні дні гонок при сухих погодних умовах дозволяється мати максимум 10 передніх шин та 12 задніх. На час дощу діють спеціальні окремі правила.

### Шини
Єдиним офіційним постачальником шин для мотоциклів класу є японський виробник «Bridgestone». Починаючи з сезону 2014 року було введено систему кольорового маркування покришок, що дозволило глядачам змагань розуміти, на якому типі гуми виступає гонщик. Були обрані наступні кольори:
- зелений — надм'який компаунд (кваліфікаційні покришки Extra-soft);
- білий — стандартний м'який компаунд;
- без маркування (чорний) — шини середньої жорсткості (Medium);
- червоний — стандартний жорсткий компаунд.

В наступному сезоні гама кольорів була збільшена ще на 2, до 6. Додатково були введені такі кольори:
- жовтий (лише заднє колесо) — над- тверді покришки. Цей набір гуми дебютував на аргентинському етапі через особливості покриття траси Термас де Ріо Ондо;
- світло-синій (лише переднє) — асиметричні покришки. Оскільки гонки відбуваються по кільцю, то та половина покришки, яка знаходиться зі сторони центру треку зношується швидше, ніж зовнішня — на деяких етапах цей знос має критичне значення, тому Bridgestone на кожен етап випускає асиметричні шини, які і позначатимуться цим кольором.

## Статистика класу
| Сезони | Виробники | Гонщиків в чемпіонаті | Гонщиків на старті | Гонщиків на фініші | Сходів (в середньому) | Переможців етапів |
| ------ | --------- | --------------------- | ------------------ | ------------------ | --------------------- | ----------------- |
| 2002   | 6         | 28                    | 18                 | 17                 | 1                     | 4                 |
| 2003   | 7         | 26                    | 18                 | 17                 | 1                     | 4                 |
| 2004   | 9         | 29                    | 18                 | 17                 | 1                     | 4                 |
| 2005   | 8         | 27                    | 20                 | 18                 | 2                     | 5                 |
| 2006   | 7         | 22                    | 19                 | 16                 | 2                     | 7                 |
| 2007   | 6         | 27                    | 19                 | 16                 | 2                     | 5                 |
| 2008   | 5         | 21                    | 18                 | 16                 | 2                     | 4                 |
| 2009   | 5         | 21                    | 18                 | 15                 | 2                     | 4                 |
| 2010   | 4         | 22                    | 17                 | 14                 | 3                     | 4                 |
| 2011   | 4         | 22                    | 17                 | 13                 | 4                     | 4                 |
| 2012   | 9         | 27                    | 21                 | 17                 | 3                     | 3                 |

## Цікаві факти
- Двигун мотоцикла класу MotoGP має масу приблизно 55 кг і є легшим за двигун мотоциклу класу Moto2 від Honda CBR600RR, середня маса якого становить 60 кг, хоча є більшим за робочим об'ємом (1000 см³ проти 600 см³)[5]. Для порівняння: двигун мотоцикла класу Moto3 має масу приблизно 25 кг.